# Galeopsis
Galeopsis és un gènere d'angiospermes embeguda dins de la família de les lamiàcies.

## Taxonomia
- Galeopsis angustifolia Ehrh. ex Hoffm.
- Galeopsis beckii Dalla Torre i Sarnth.
- Galeopsis bifida Boenn.
- Galeopsis ladanum L.
- Galeopsis praecox Jord.
- Galeopsis pubescens Besser
- Galeopsis pyrenaica Bartl.
- Galeopsis reuteri Rchb.f.
- Galeopsis rivas-martinezii Mateo i M.B.Crespo
- Galeopsis segetum Neck.
- Galeopsis speciosa Mill.
- Galeopsis tetrahit L.
- Galeopsis variegata Wender.